# Provinciale weg 594
De provinciale weg 594 (N594) is een voormalige provinciale weg in de Nederlandse provincie Limburg. De route verbond de N595 in Wijlre met de N278 in Gulpen en is in 2000 overgedragen aan de gemeente Gulpen-Wittem.
De N594 had een lengte van 2,2 kilometer en bestond uit de Brouwerijstraat en de Gulpenerweg te Wijlre en de Kiewegracht en de Dorpsstraat te Gulpen. Reeds in de 19e eeuw was deze weg door het Geuldal al een verharde weg. Het wegnummer N594 werd geïntroduceerd in 1993, dat echter altijd administratief is gebleven en niet op de bewegwijzering verscheen. Tot het jaar 2000 bleef de weg in beheer en onderhoud bij de provincie, waarna hij overging naar de gemeente Gulpen-Wittem. Hiermee is de wegnummering officieel vervallen, hoewel sommige nieuwere wegenkaarten het nog wel gebruiken.
De weg loopt langs verschillende bijzondere gebouwen zoals de Brand Bierbrouwerij, de Sint-Gertrudiskerk van Wijlre, Kasteel Wijlre, enkele monumentale boerderijen en de oude Kerktoren van Gulpen.
N62 · N69 · N251 · N252 · N253 · N254 · N255 · N256/A256 · N257 · N258 · N260 · N261 · N262 · N263 · N264 · N266 · N267 · N268 · N269 · N270/A270 · N271 · N272 · N273 · N274 · N275 · N276 · N277 · N278 · N279 · N280 · N281 · N282 · N283 · N284 · N285 · N286 · N287 · N288 · N289 · N290 · N291 · N292 · N293 · N294 · N295 · N296 · N296n · N297 · N298 · N300 · N321 · N322 · N324 · N329 · N389 · N394 · N395 · N396 · N397

N556 · N562 · N564 · N570 · N572 · N590 · N595 · N598 · N601 · N602 · N605 · N607 · N612 · N613 · N615 · N616 · N617 · N618 · N620 · N622 · N625 · N629 · N631 · N632 · N637 · N638 · N639 · N640 · N641 · N651 · N652 · N653 · N654 · N655 · N656 · N658 · N659 · N660 · N661 · N662 · N663 · N664 · N665 · N666 · N667 · N668 · N669 · N670 · N671 · N673 · N674 · N675 · N676 · N682 · N683 · N686 · N689 · N690 · N831 · N843

Voormalige provinciale wegen: N299 · N551 · N552 · N553 · N554 · N555 · N560 · N561 · N563 · N565 · N566 · N567 · N568 · N571 · N574 · N580 · N581 · N582 · N583 · N584 · N585 · N586 · N587 · N588 · N589 · N591 · N592 · N593 · N594 · N596 · N597 · N603 · N604 · N606 · N608 · N610 · N611 · N614 · N619 · N621 · N623 · N624 · N626 · N628 · N630 · N634 · N642 · N657